# No Can Do
No Can Do è un singolo del gruppo musicale britannico Sugababes, il secondo estratto dall'album in studio Catfights and Spotlights; venne pubblicato il 29 dicembre 2008.

## Video musicale
Il video per il singolo è stato diretto da Marco Puig nella settimana del 2 novembre 2008. Nel video le ragazze indossano abiti glamour e usano uomini (che indossano solo mutande) come oggetti tra cui una macchina, una motocicletta e delle sedie. Il concetto è stato preso dalle sculture mobili dell'artista britannico Allen Jones, concetto usato anche nel film Arancia meccanica (1971), dove le donne sono usate come arredi dagli uomini.

## Tracce
CD
1. No Can Do
2. No Can Do (Mowgli Club Mix)
3. No Can Do (Bimbo Jones Club Mix)
4. Spiralling (BBC Radio 1 Live Lounge)

Digitale
1. No Can Do (WAWA Club Mix)
2. No Can Do (WAWA Radio Edit)
3. No Can Do (Bimbo Jones Club Mix)
4. No Can Do (Bimbo Jones Radio Edit)
5. No Can Do (Mowgli Club Mix)
6. No Can Do (Mowgli Radio Edit)

## Classifiche
| Classifiche (2008) | Posizione raggiunta |
| ------------------ | ------------------- |
| Regno Unito        | 23                  |